# Irminsul

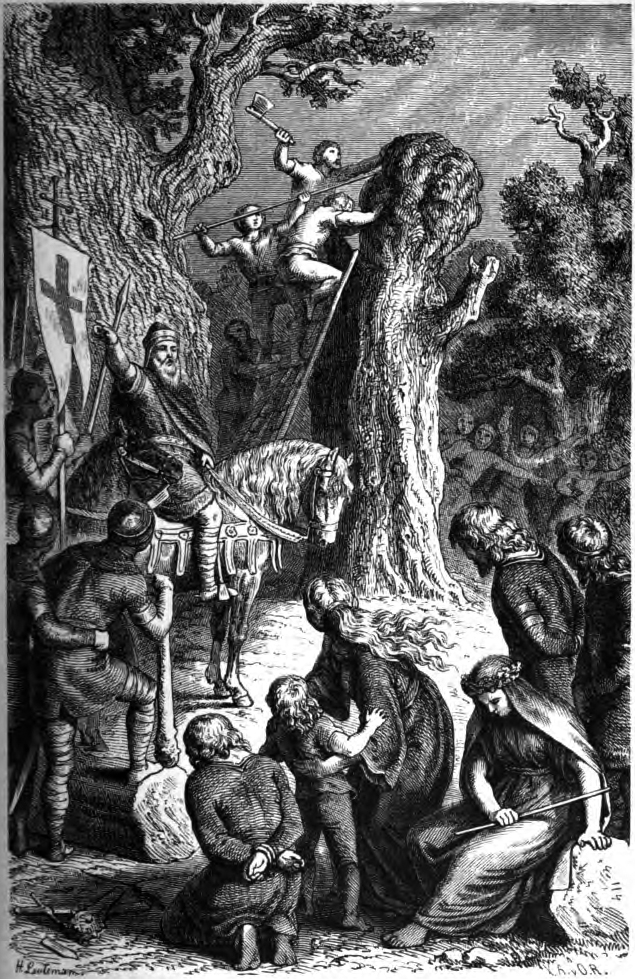
Karl den Store förstör Irminsul av Heinrich Leutemann (1882).

Irminsul var en pelare eller stod i Gamla Sachsen i närheten av Weser i Tyskland, som under förkristen tid uppfattades som världspelaren. Irminsul förstördes år 772 av Karl den store.

## Etymologi
Forntyskans irmin användes som första led av substantivsammansättningar och har där betydelsen "mycket stor". I fornnordiskan motsvaras ordet  av jörmun-, till exempel jörmungandr (namnet på midgårdsormen i Völuspa), och i fornengelskan av eormen-, exempelvis i eormengrund, hela vida jorden (i Beowulfsången). "Sul" står för ett slags pelare.